# Grabplatte für Antoine van Houtte und Barbe van Belle

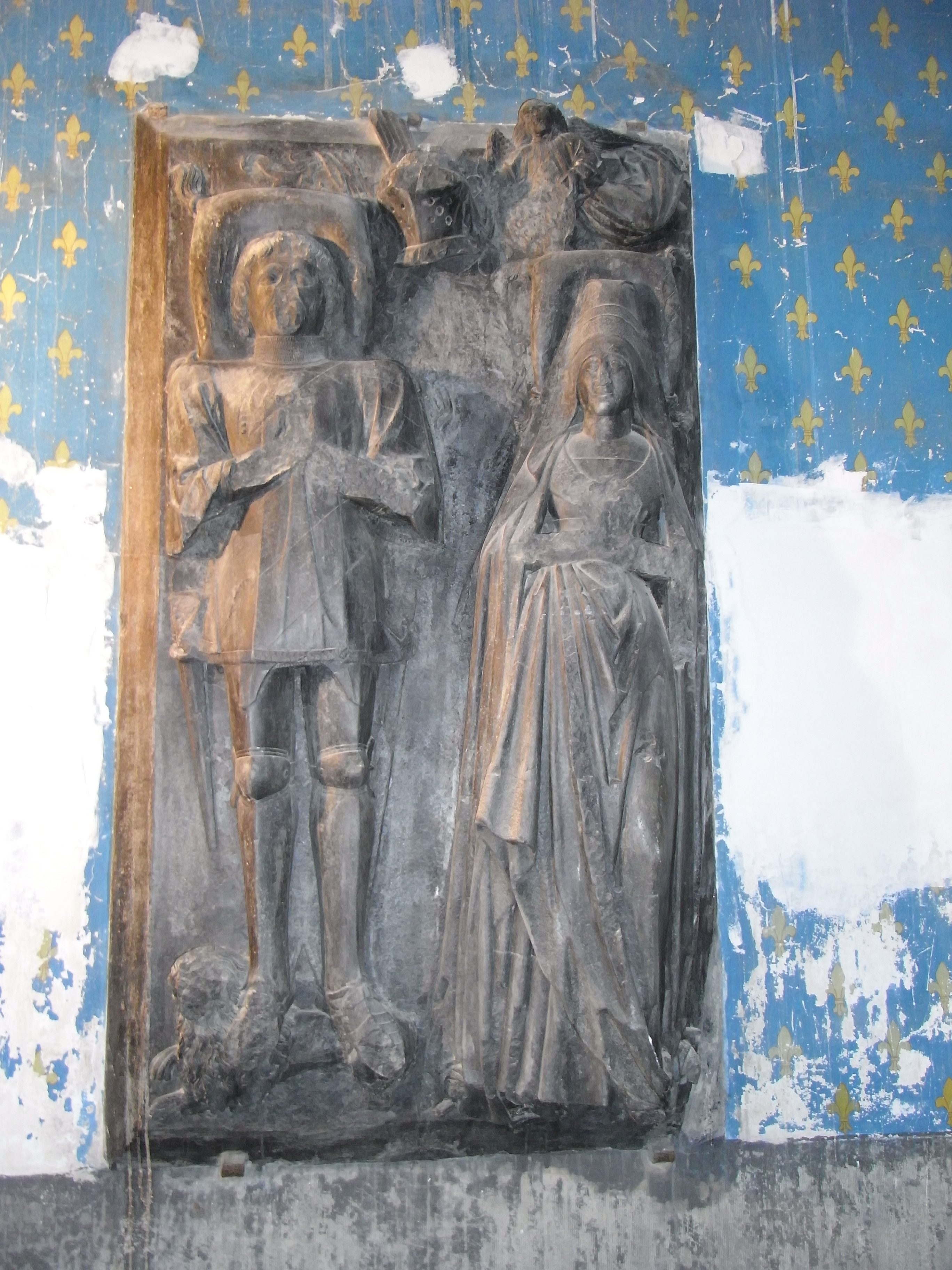
Grabplatte für Antoine van Houtte und Barbe van Belle in Flêtre

Die Grabplatte für Antoine van Houtte und Barbe van Belle in der Kirche St-Mathieu von Flêtre, einer französischen Gemeinde im Département Nord in der Region Hauts-de-France, wurde im 16. Jahrhundert geschaffen. Die Grabplatte aus schwarzem Marmor wurde im Jahr 1905 als Monument historique in die Liste der denkmalgeschützten Objekte (Base Palissy) in Frankreich aufgenommen.
Die 1,16 Meter breite und zwei Meter lange Grabplatte für Antoine van Houtte († 1506), Grundherr von Flêtre, und seine Frau Barbe van Belle († 1500) stellt die beiden als Liegefiguren dar. Antoine van Houtte ist mit einer Kettenrüstung und Schwert dargestellt, Barbe van Belle ist mit einem langen Kleid und Haube bekleidet. Am oberen Rand hält ein Engel zwei Wappen. Die Liegefiguren werden von einer Girlande gerahmt.